# Argo City
Argo City is een fictieve stad op de planeet Krypton die verschijnt in Amerikaanse comics van DC Comics. De stad is de geboortestad van Supergirl. Argo City verscheen voor het eerst in de verhalen van Action Comics #252 (mei 1959).